# Francesco Toldo
Francesco Toldo (n. 2 decembrie 1971 la Padova, Veneto) este un fost jucător italian de fotbal. A evoluat întreaga carieră în țara sa natală, cunoscând consacrarea la echipele Fiorentina și Inter Milano. În octombrie 2002 a marcat un gol pe San Siro împotriva echipei Juventus, egalând scorul la 1-1, când a venit în careu și a marcat în ultimul minut al meciului, dintr-o centrare venită din corner. S-a retras din activitate în vara anului 2010, după ce a făcut parte din lotul lui Inter care a câștigat trei trofee majore, campionatul și cupa Italiei, alături de Liga Campionilor.